# Josep Muset i Ferrer
Josep Muset i Ferrer (* 13. Oktober 1889 in Igualada; † 9. Februar 1957 in Barcelona) war ein katalanischer Organist, Komponist und römisch-katholischer Priester.

## Leben und Werk
Josep Muset studierte an der Escola de Montserrat Musik. Später wurde er Schüler von Lluís Romeu in Vic und Vicenç M. de Gibert in Barcelona. Er führte Aufbaustudien an der Schola Cantorum von Paris bei Abel Decaux im Fach Orgel und bei Louis Vierne, dem Organisten von Notre-Dame, in den Fächern Kontrapunkt und Improvisation durch.
Muset wirkte zunächst als Kapellmeister am Seminar von Vic. Er wurde dann Organist in Sabadell und von 1934 bis 1936 an der Kathedrale von Barcelona. Im selben Zeitraum wirkte er als Professor für Orgel und Harmonisation am Conservatori del Liceu in Barcelona. 1936 verließ er Katalonien und ließ sich jeweils für bestimmte Zeitabschnitte in Frankreich, Belgien, Australien, Kanada und den Vereinigten Staaten nieder. Er gab in den jeweiligen Ländern zahlreiche Orgelkonzerte. 1949 kehrte er nach Barcelona zurück, wirkte als Organist der Kirche Sant Sever und nahm seine Lehrtätigkeit am Conservatori del Liceu wieder auf.
Als Komponist hinterließ er unter anderem Orgelwerke wie die Litanei für Orgel, die Glosse eines Volksliedes für gemischten Chor, religiöse Lieder für das Volk und das Werk Triptychon für großes Orchester, für das er den Granados-Preis im Nationalen Wettbewerb der Generalitat de Catalunya erhielt.
Josep Muset war der Bruder des Schriftstellers Antoni Muset i Ferrer und des Musikers und Komponisten Frederic Muset i Ferrer.